# Peter Heller (Dokumentarfilmer)
Peter Heller (* 12. Dezember 1946 in Prag) ist ein deutscher Dokumentarfilmer und Produzent.
Peter Heller absolvierte die Hochschule für Fernsehen und Film in München. Nach Arbeiten beim Fernsehen in Lateinamerika und Asien begann er in Deutschland als unabhängiger Autor, Regisseur und Produzent Dokumentarfilme zu drehen. Ein wichtiger Teil seiner Arbeiten dokumentiert Probleme, die in Afrika entstanden sind. Vor allem aber die Auseinandersetzung mit der deutschen Kultur und Gesellschaft ist ihm Thema: „Wir sollten über die Slums von Lagos sprechen, aber jene von Köln dabei nicht vergessen. Wir müssen über uns selbst reden mit Lust auf die Entdeckung der Wirklichkeit.“
Viele von Hellers Filmen erhielten internationale Auszeichnungen, Anerkennungen und Preise. Seinem dokumentarischen Filmschaffen wurden Retrospektiven in Amsterdam, München, Calcutta, Atlanta, Chicago, Washington und im Kulturkanal „eins plus“ gewidmet.
Den höchsten europäischen Fernsehpreis, den „Prix Europa“, erhielt er 1998 zusammen mit Sylvie Banuls.

## Filmographie
- 1973: Heile Welt und Dritte Welt
- 1973: Honoré Daumier
- 1973: Mama und Papa
- 1974: Sie dienen Allah und den Deutschen
- 1975: Das Geschäft mit der Party
- 1977: Arm würd ich nicht sagen
- 1978: Die Liebe zum Imperium
- 1980: Mbogos Ernte oder Die Teilung der Welt
- 1980: Usambara, das Land, wo Glauben Bäume versetzen soll
- 1981: Der da ist tot und der beginnt zu sterben (Dorfbiographie von Carmine Superiore)
- 1982: Der vergessene Führer – Aufstieg und Fall des Medienzaren Alfred Hugenberg
- 1983: Wie andere Neger auch
- 1985: Dschungelburger – Hackfleischordnung international
- 1985: Mandu Yenu
- 1986: Arm würd ich nicht sagen oder die Kunst zu leben
- 1986: Der Schmerz läßt die Hühner gackern und die Menschen dichten
- 1987: Das Brot des Siegers
- 1987: Jeck & Black (Kongo Charly)
- 1988: African Lady
- 1988: Die Mulattin Else oder eine deutsche Art zu lieben
- 1988: Lellmanns Tankstille
- 1988: Der Pornojäger – Eine Hatz zwischen Lust und Politik (Dokumentarfilm über Martin Humer)
- 1988: Shafton – Das Erbe der Frauen
- 1989: Kunst für kleine Leute
- 1990: Asikel – Die Reise
- 1991: Hungersnot zum Abendbrot
- 1991: Wie die Wilden
- 1993: Don Camillo und der Kampf um Bonn
- 1993: Sieg im Osten
- 1994: Brenner – Der letzte Strand
- 1994: Ein Mann zum Beschatten
- 1995: Der Tod des Ares
- 1996: Die Grille mit dem Maulkorb
- 1996: Der Herbst der Despoten
- 1996: Freiheit – Gleichheit – Mütterlichkeit
- 1997: Mama General – Oder arm würd ich nicht sagen
- 1997: Manga Bell – Verdammte Deutsche?
- 1998: Else im Wunderland
- 1998: Kunst für kleine Leute
- 1998: Most – Nachruf auf eine alte Stadt
- 1999: Novak und die Sturzkampfbomber
- 1999: Tam Tam zur Tages-Show
- 2001: Cottonmoney und  die globale Jeans
- 2001: Rally del Pane oder Der polygame Bäcker
- 2002: Saubere Ernte
- 2003: Rauchopfer (Dokumentarfilm mit Helmut Geist als Fachberater)[1]
- 2004: Mutterjahre
- 2005: Glücksritter Rajter[2]
- 2005: Hotel Radium
- 2005: Allahs Zeigefinger – Moschee Hassan 2
- 2006: Menschen tierisch – der Bildhauer Stefan Balkenhol
- 2007: Plattln in Umtata – mit der Biermösl Blosn in Afrika
- 2007: Verbotener Frühling – Panzer in der goldenen Stadt
- 2008: Schadeberg schwarz-weiß
- 2009: Kolonialmama – Eine Reise in die Gegenwart der Vergangenheit
- 2009: Comrade Goldberg – Terrorist?/Befreiungskämpfer!
- 2012: Süßes Gift – Hilfe als Geschäft
- 2013: Yaayboy – Vom Fischen im Trüben[3]
- 2015: Markt der Masken[4]
- 2016: Life Saaraba Illegal[5]
- 2016: Barça ou Bassa – Barcelona oder Tod
- 2016: Cool Mama[5]
- 2017/18: Maxim Leben – Ein altes Kino erzählt
- 2019: Verkaufte Götter – Der neue Markt der Masken[6]
- 2020: Pasta Imperiale – Die Gaumeninvasion
- 2024 Der neue gute Deutsche[7]